# Oliveira (Amarante)
Oliveira era una freguesia portuguesa del municipio de Amarante, distrito de Oporto.

## Historia
Fue sede del antiguo municipio de Santa Cruz de Ribatâmega, disuelto el 24 de octubre de 1855. La freguesia de Oliveira aparece citada ya en varios documentos de 1220 y 1258. Se cita igualmente en la carta foral que el rey Manuel I de Portugal concedió a Santa Cruz de Ribatâmega en 1513.
Fue suprimida el 28 de enero  de 2013, en aplicación de una resolución de la Asamblea de la República portuguesa promulgada el 16 de enero de 2013 al unirse con las freguesias de Ataíde y Real, formando la nueva freguesia de Vila Meã.

## Patrimonio
Aunque el patrono de la freguesia es San Paio (Pelayo), la religiosidad de sus habitantes siempre estuvo más dirigida al culto de Nuestra Señora de la Guía, a la que se dedicó una capilla en la aldea de Torre. Actualmente la capilla se encuentra en ruinas, aunque el culto se mantiene en la Iglesia de Oliveira, donde continúa expuesta la imagen.